# 巴采韋
51°0′28″N 27°25′2″E / 51.00778°N 27.41722°E
巴采韋（烏克蘭語：Бацеве），是烏克蘭北部的村莊，隸屬日托米爾州的科羅斯滕區。該村始建於1785年，面積0.54平方公里，海拔高度191米，2001年人口114。